# Mongauzy
Mongauzy  egy francia település Gironde megyében az Aquitania régióban. Lakosainak száma 656 fő (2022. január 1.).

## Adminisztráció
Polgármesterek:
- 2008–2020 Clara Delas

## Demográfia
| Lakosok száma | 555  | 537  | 531  | 579  | 605  | 601  | 595  | 601  | 599  | 656  |
|               | 1968 | 1982 | 1990 | 2006 | 2013 | 2015 | 2017 | 2019 | 2020 | 2022 |

## Látnivalók
- Saint-Jean templom a XI. századból

### Galéria

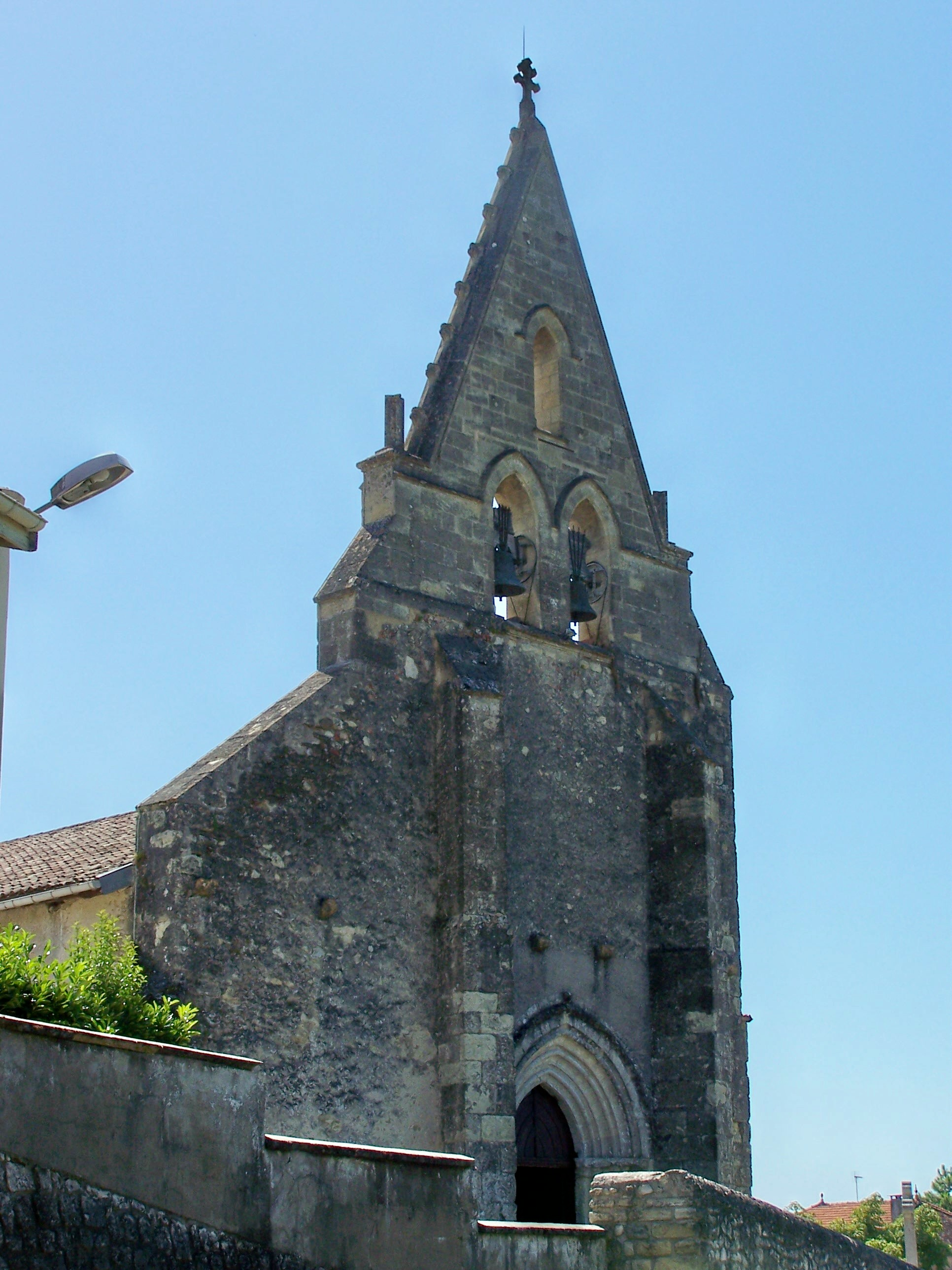
Saint-Jean
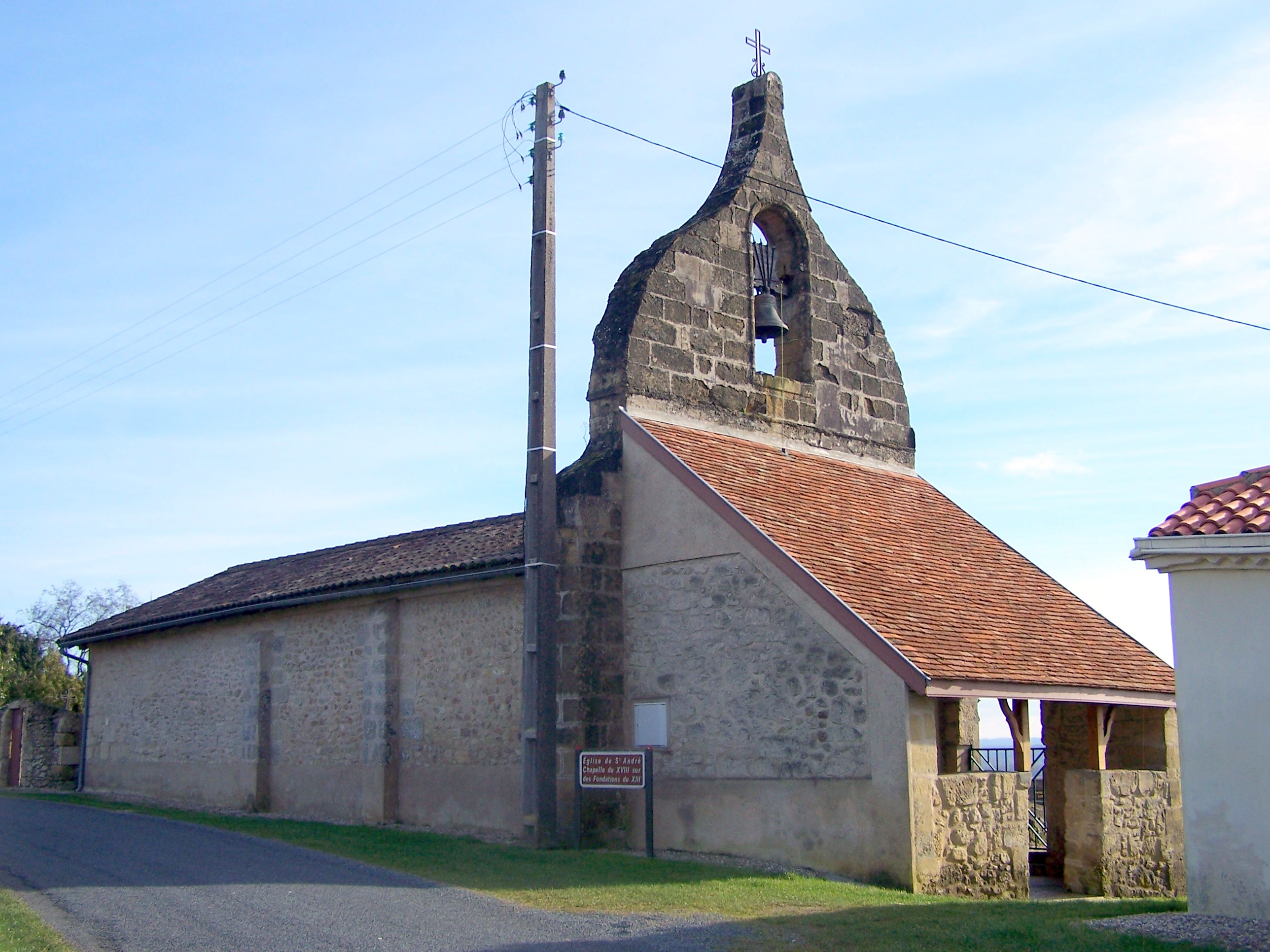
Saint-André
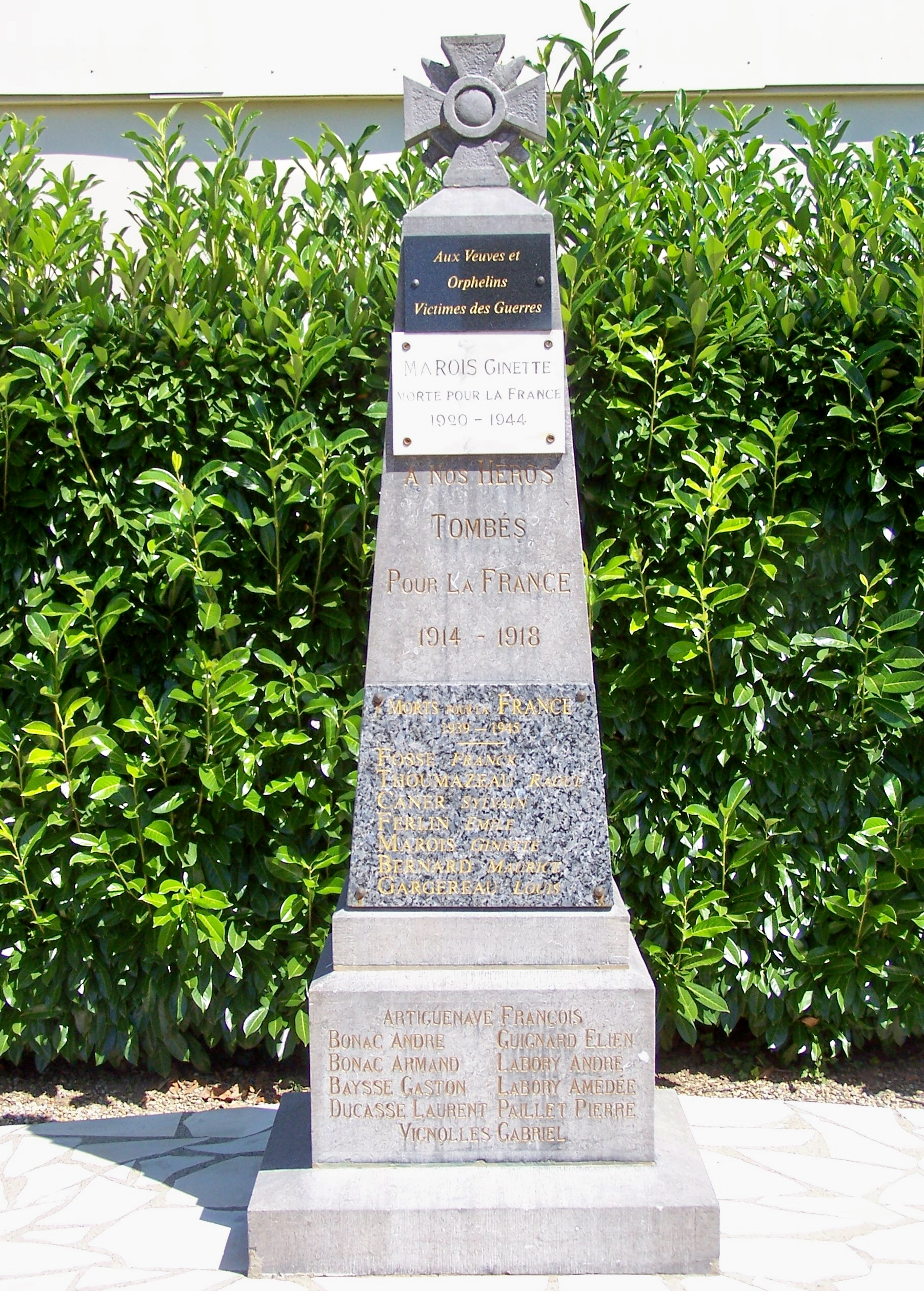
Emlékmű
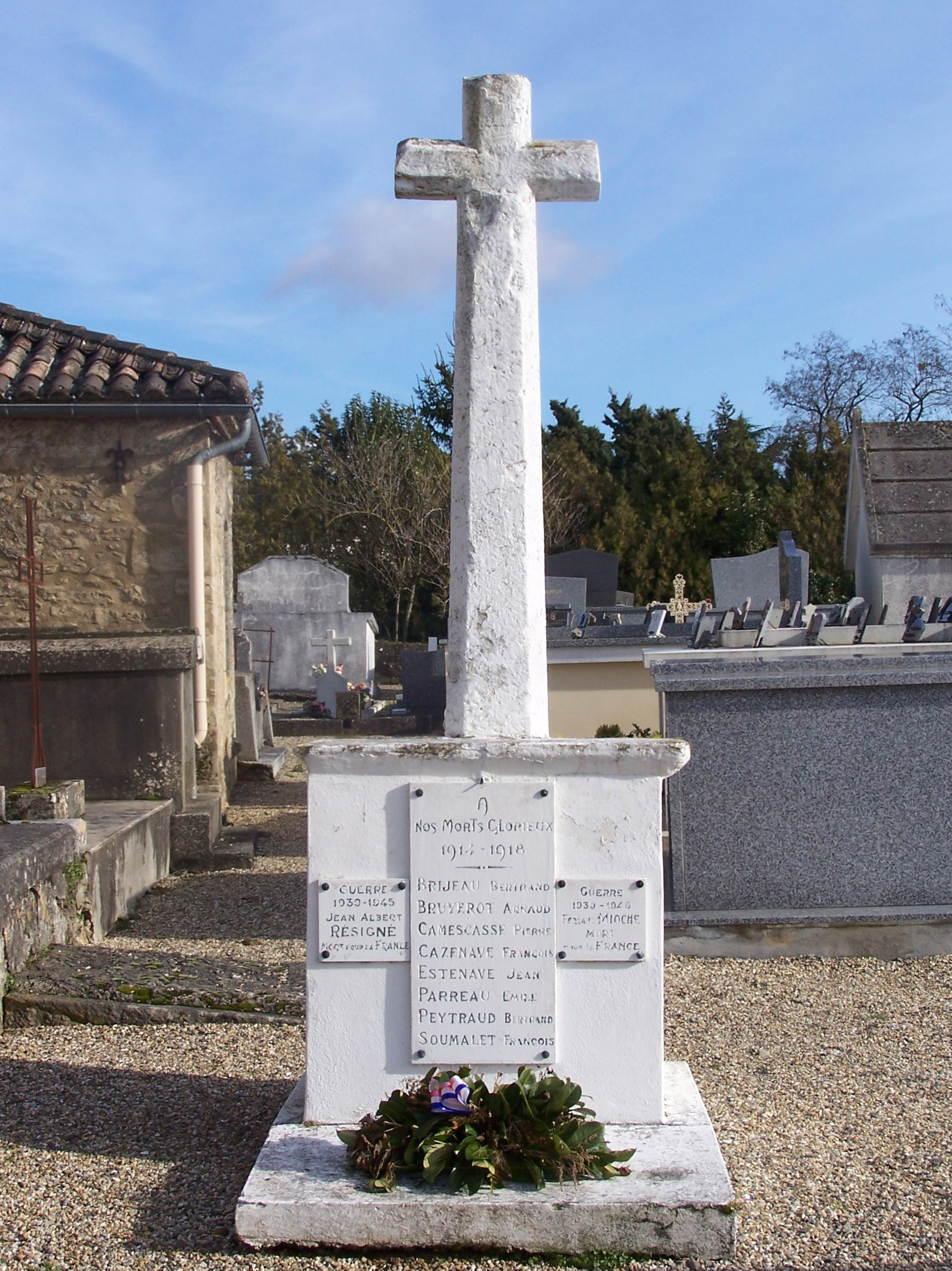
Emlékmű